# Chibuzor Okonkwo
Pour les articles homonymes, voir Okonkwo.
Chibuzor Okonkwo est un footballeur nigérian né le 16 décembre 1988 à Jos. Il évolue au poste de défenseur.

## Carrière
- 2006 : Gabros International ( Nigeria)
- 2007-2009 : Bayelsa United ( Nigeria)
- 2009-201. : Heartland [1],[2]

## Palmarès
- Champion du Nigeria en 2009 avec Bayelsa United
- Vainqueur de la Coupe du Nigeria en 2011 avec Heartland